# Valle de Segó

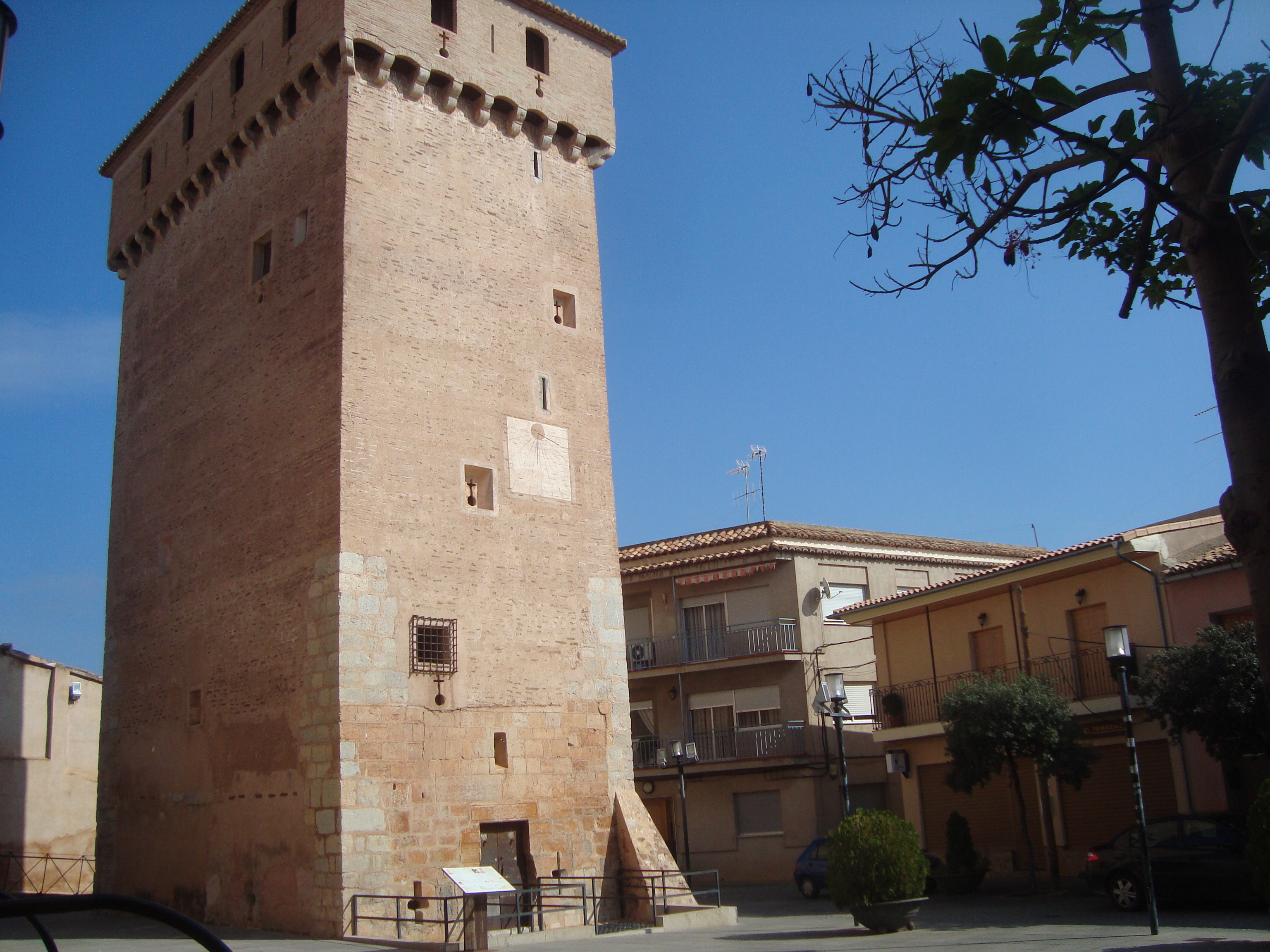
Torre de Benavites (Valencia).

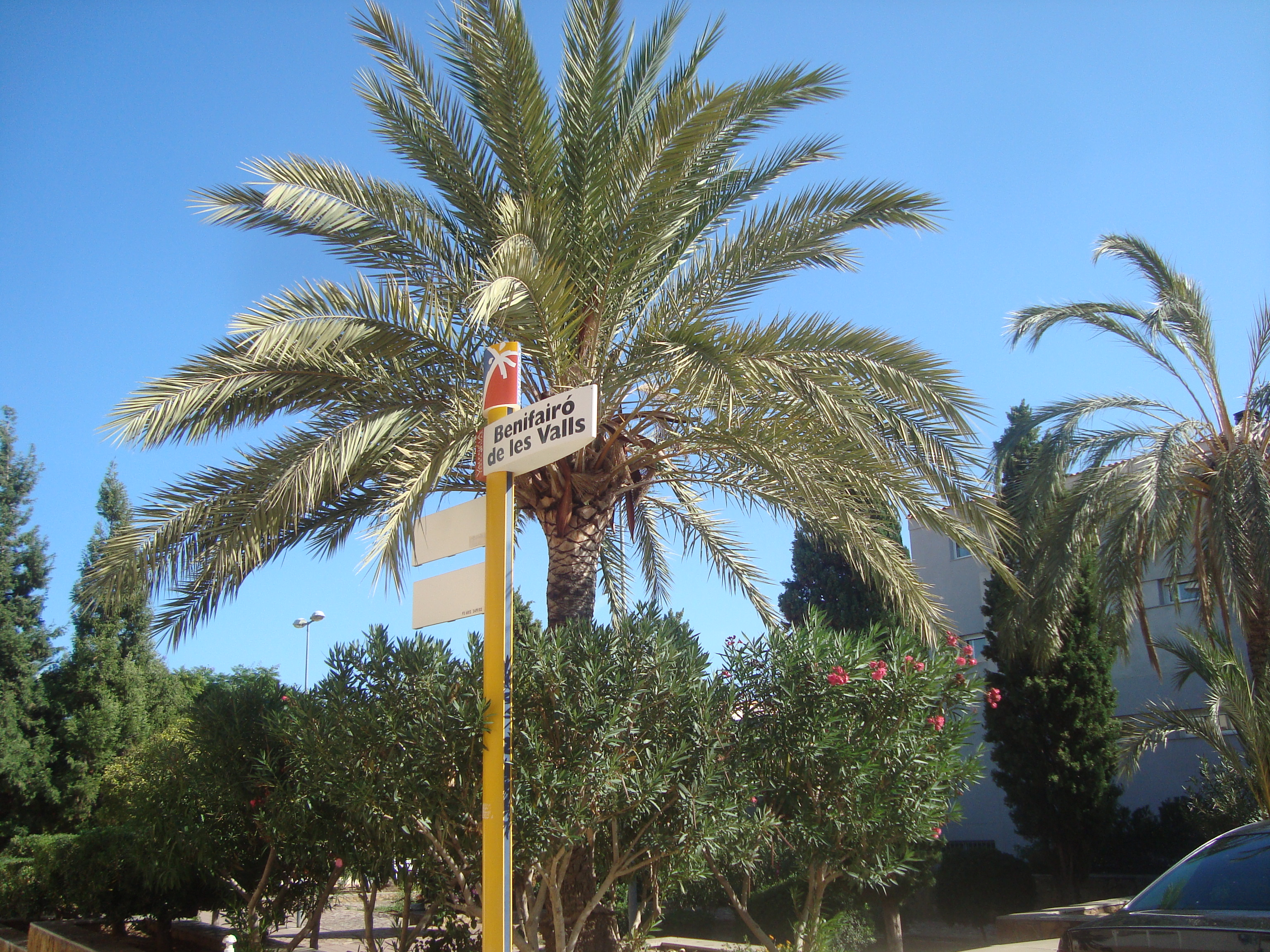
Benifairó de les Valls (Valencia).

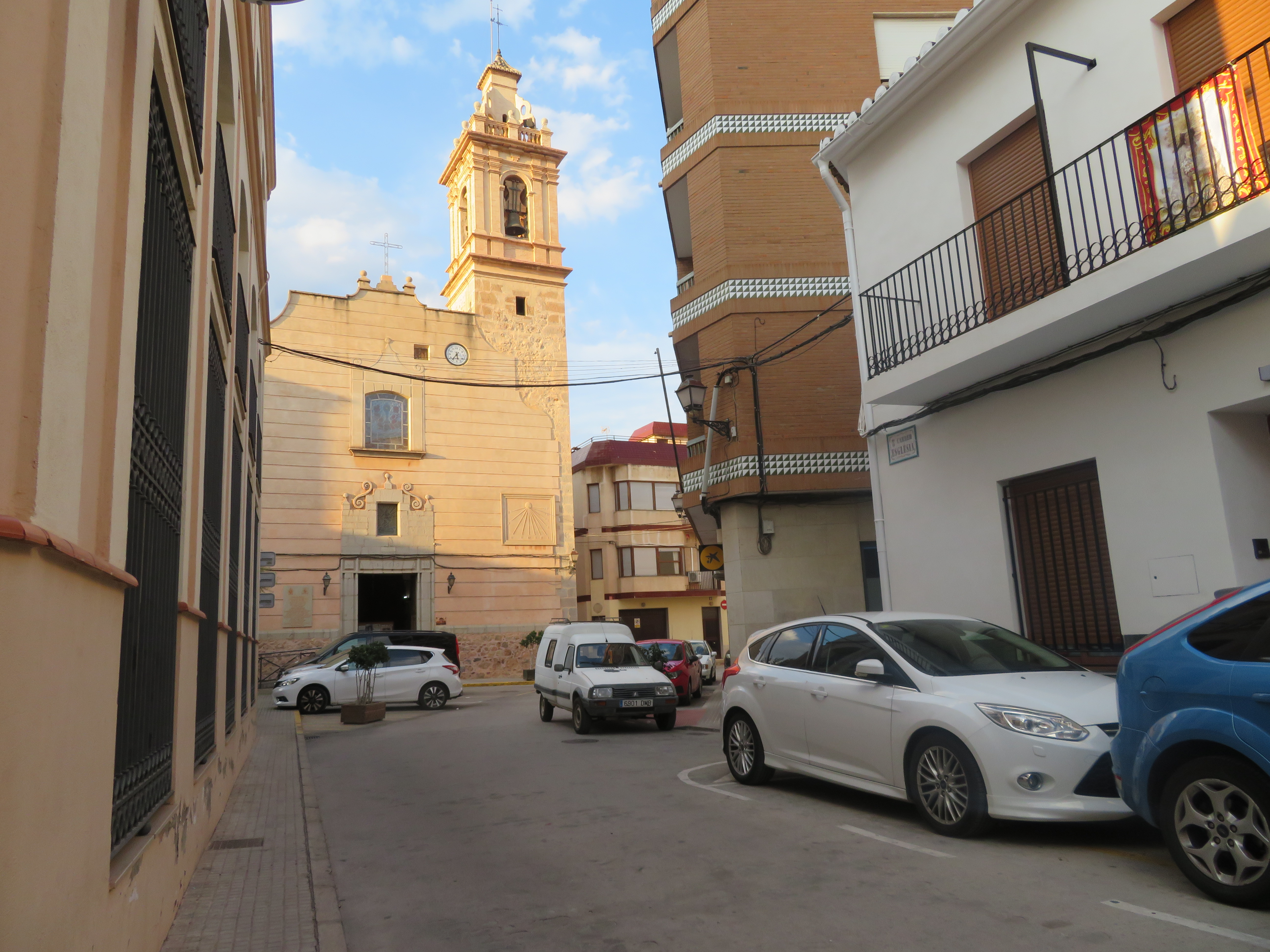
Quartell (Valencia).

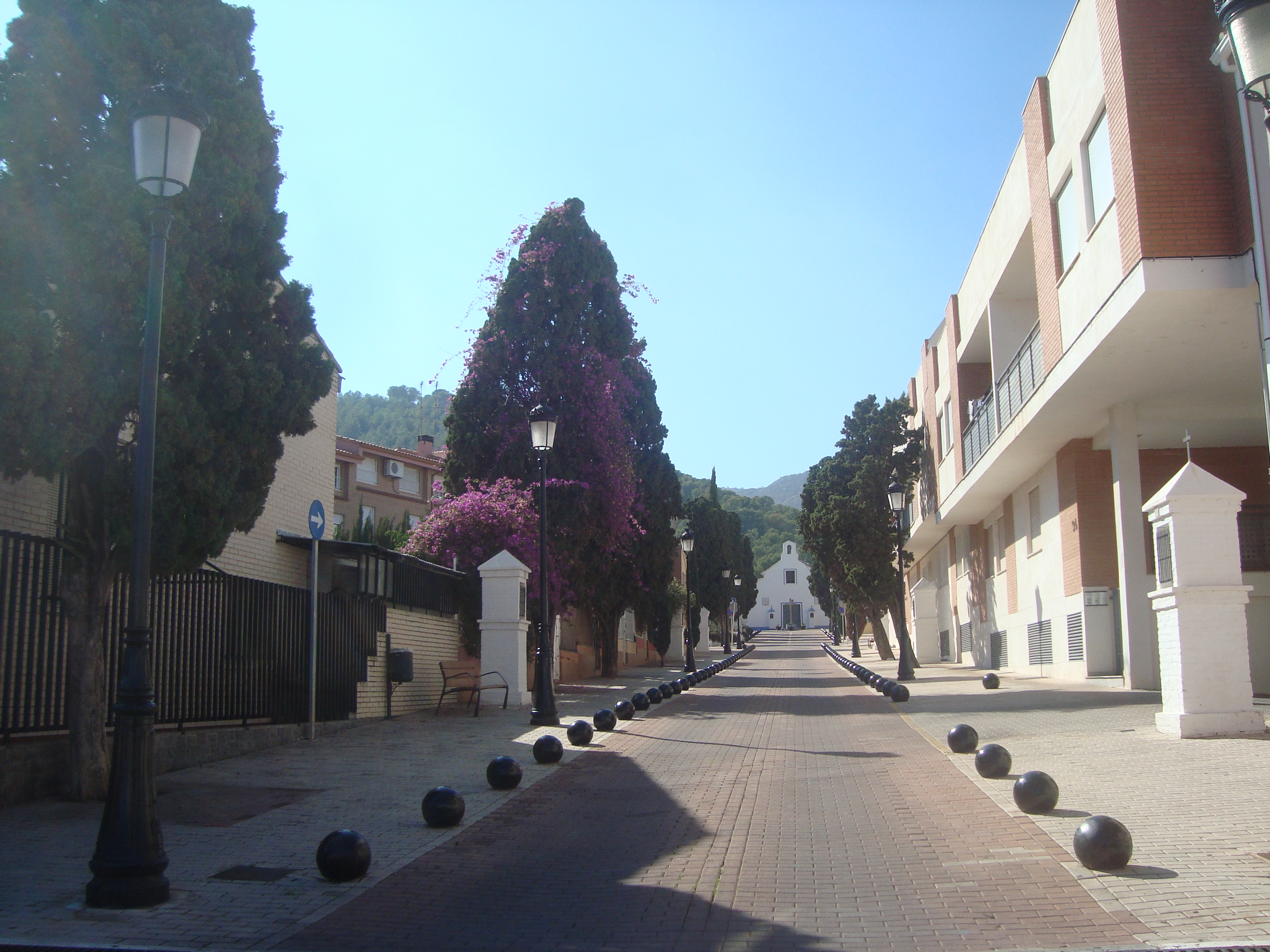
Faura.

El Valle de Segó (en valenciano y oficialmente Vall de Segó) es una comarca histórica de la Comunidad Valenciana (España) que actualmente se encuentra integrada en la comarca del Campo de Murviedro (a excepción de Almenara, que se encuentra en la actual Plana Baja). Formaban parte de esta llanura (delimitada como subcomarca) los actuales municipios de Benavites, Benifairó de los Valles, Canet de Berenguer, Faura, Sagunto, Cuart de les Valls y Cuartell. Aparece en el mapa de comarcas de Emili Beüt "Comarques naturals del Regne de València" publicado en el año 1934.

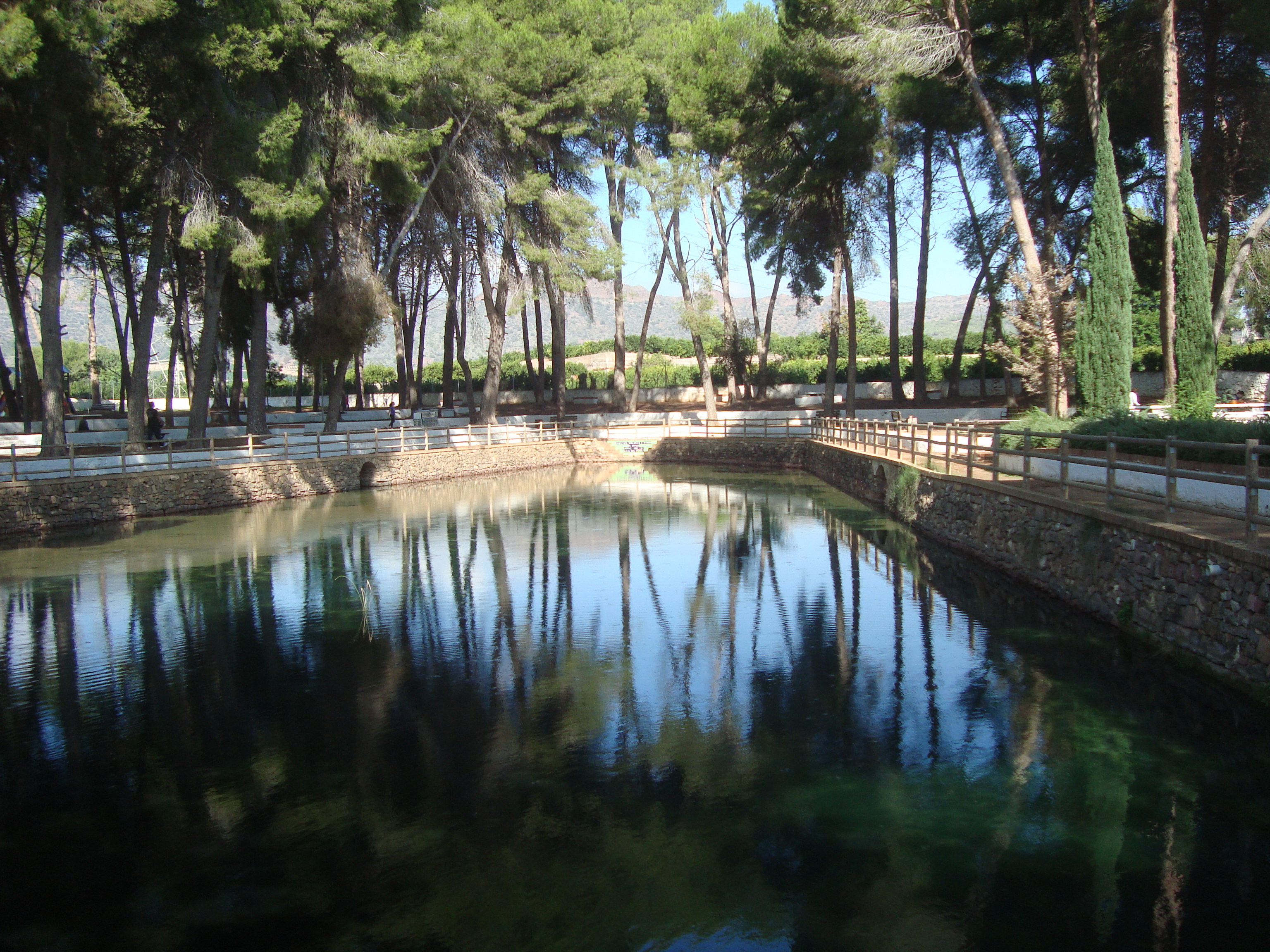
Font de Quart (Quart de les Valls, València).

## Geografía
Este pequeño valle de tan solo 21 km² se encuentra entre las montañas de Almenara al norte y el Pic dels Corbs al sur. Las fértiles tierras del Valle se cierran al poniente por la parte del contrafuerte meridional y extremo de la Sierra de Espadán, formando una especie de arco abierto de cara al mar Mediterráneo. En mitad del valle encontramos la caudalosa Fuente de Cuart (Font de Quart), que riega a todo el valle. En el Diccionario de Madoz (1845-1850) aparece la siguiente descripción:

SEGO ó VALLETES DE SAGUNTO: [...]Sit[uado] en las raíces orientales de la sierra Espadan [...] Aunque es de corta estension, contiene sin embargo algunos l[ugares] que forman una hermosa vista en media la buena vegetación y cultivo de aquel recinto; muchos hubo en tiempo de los moros, de los que quedan aun restos o memorias, como la Alqueria-blanca, Almorig, Garrofera, Frailes y la Rap, conservándose hoy dia solo, aunque con conocido aumento Benedites, ó bien sea Benavites [...], Cuartell, Cuart, Benifayró, Faura, Sta. Coloma, Benicalaf y Rubau [...] El terreno que abraza este valle es sin duda lo más frondoso y á caso lo más útil del térm[ino] general de Murviedro; la fertilidad de aquellos campos y la aplicación de los que las cultivan se hecha de ver en la multitud de frutos que se cogen, dependientodo todo de la copiosa fuente de Quart [...] En las inmediaciones de la fuente y sobre el suelo inculto que allí queda, crecen varios vegetales, como el lentisco, romero, torbisco, hinojo, zarzaparrilla común etc.; y en varias partes del valle se nota una brecha caliza de algunos pies de grueso, compuesta de diferentes fragmentos de diferentes colores [...]
Diccionario de Madoz

## Historia
El Valle de Segó (en conjunto, sin especificarse territorio o poblaciones) pertenecía al patrimonio real en tiempo del rey Pedro IV de Aragón (II de Valencia), el cual creó el Condado de Jérica (6 de julio de 1372), incorporando al mismo el Valle de Segó, al mismo tiempo que Sueras, Fanzara y la Vall de Uxón, para regalárselo a su segundogénito Martín (que acabaría reinando como Martín I el Humano), quizás como obsequio por sus esponsales con María de Luna (13 de junio de 1372).